# 줄리앤 미쉘
줄리앤 미셸(Julianne Michelle, 1987년 9월 5일 ~ )은 미국의 배우이다.
티넥에서 태어났다.

## 영화
- 초상화의 비밀 (2018년)
- 어웨이큰 : 원혼의부활 (2013년)
- 아파트 1303 3D (2012년)
- 호러윈 (2011, Horrorween)
- 월 스트리트: 머니 네버 슬립스 (2010년) - 나타샤 역
- 어메이징 레이서 (2009년) - 샤논 그린 역
- 폴리카르프 (2007년) - 세레나 위더스푼 역
- 다운 더 P.C.H. (2006년) - 캐리 역
- 가족의 기도 (1993년)
- 이젠 키스 안 사요 (1992년)